# Dolly Mejía
María Dolly Mejía Moreno (Jericó, 6 de agosto de 1920-26 de octubre de 1975) fue una poeta colombiana. Es reconocida como una de las primeras en reivindicar la actitud femenina en la poesía antioqueña. Diversos estudios de literatura colombiana integran su nombre a escritoras de la época como Meira Delmar, Dora Castellanos y Carmelina Soto. Hija de Secundino Mejía y María Rosa Moreno. Cursó sus primeros estudios en la Escuela Urbana de niñas de Jericó, los cuales terminó en el año 1929. Posteriormente se trasladó a la ciudad de Medellín para realizar su bachillerato en el Colegio María Auxiliadora. Finalizó sus estudios en Quito, Ecuador (Jericó: órgano del Centro de Historia de Jericó, 2000).
Contrajo matrimonio con el médico y catedrático Alberto Hernández Bernal, y se radicó en la ciudad de Bogotá. Pese a que su nombre figura entre los asistentes a algunas de las tertulias más importantes de Medellín, fue en Bogotá donde alcanzó reconocimiento como poeta, siendo cercana al grupo Piedra y Cielo. El poeta Eduardo Carranza realizó el prólogo al primer libro de poemas de Dolly: Las horas doradas, publicado en el mes de diciembre del año 1945.
Tras unos años de matrimonio, el doctor Alberto Hernández fallece. En ese momento Dolly comienza su ejercicio profesional en el campo de las letras, desempeñándose como redactora de planta del periódico El Tiempo, directora del suplemento literario del diario La República, colaboradora y columnista de los diarios El Colombiano y El Liberal, y en la revista Cromos.
Como poeta y periodista, apoyó las instituciones dedicadas a la investigación y consolidación de los procesos culturales y artísticos en el país. Uno de los entes dedicados a esta labor fue la Asociación de Escritores y Artistas de Colombia, de la cual formó parte hasta que abandonó el país, a principios de los años 60.
Tras contraer matrimonio con el penalista austriaco Otto Hans Petter, se radicó en Madrid, España, desde donde siguió ejerciendo su trabajo periodístico como corresponsal para medios colombianos. Allí se vinculó a la Escuela Oficial de Periodismo de España, estudió en el Instituto de Cultura Hispánica y en la Alianza Francesa, pues inició su interés en el campo de la museología, que la llevaría a desempeñarse como crítica de arte para algunos medios escritos.
Entre los años 1958 y 1975, aparece como periodista acreditada en España para ejercer como corresponsal para los siguientes medios escritos: El Economista (Buenos Aires, Argentina), Cromos (Bogotá, Colombia), El Voto Nacional (Bogotá, Colombia), Sistema Alianza Nacional (Bogotá, Colombia), El Popular (Bogotá, Colombia), Familia (Bogotá, Colombia), Alianza Nacional Popular (Bogotá, Colombia), Relediario (Bogotá, Colombia)24.

## Obra

### Algunas publicaciones
Las horas doradas (1945).
Alborada en la sangre (1946). Bogotá. Editorial A.B.C.
Raíz del llanto (1947). Bogotá. Editorial Minerva.
Presencia del amor (1947). 
Presencia de la muerte (1948).
El pastor y sus estrellas (Prosa poética) (1949). Bogotá. Editorial Minerva.
Manos atadas (teatro en verso) (1951). 
Antología poética (1952). Bogotá. Ediciones Mundial.